# 第37回世界卓球選手権
第37回世界卓球選手権は日本・東京にある国立代々木競技場第一体育館で1983年に開催された。84の国、地域から490人の選手が参加した。日本での開催は1956年の東京大会、1971年の名古屋大会に次いで3回目となった。4月28日の開会式では瀬戸山三男文部大臣が開会を宣言した。
総経費が16億円といわれたが、財界からの募金の集まりが悪かった。
団体戦には男子60、女子49チームがエントリーを行った。男子は4カテゴリ、女子は3カテゴリに分けられ、有力16チームが第1カテゴリにそれぞれ8チームずつのグループに分けられ、各グループの上位2チームずつにより決勝トーナメントが実施された。団体戦の組み合わせ、個人戦のシード順を決める会議は、同年3月27日に京王プラザホテルで行われた。
前回のノヴィサド大会で7種目を完全制覇した中国は、女子シングルスでは世界ランク1位から6位を占めてこの大会に参加した。男女団体で優勝した後、中国を破るために各国はどこを研究したらいいか聞かれた李富栄総監督は、変化サーブを破る技術とスピードを押さえ込める力をつけることと語った。
4月23日に男子団体で同じ組に入ったインドがイスラエルとの対戦拒否を表明した。男子団体の9位から12位決定戦ではパキスタンがイスラエルとの試合開始時間まで現れず、イスラエルが不戦勝となった。
男子シングルスでは郭躍華が中国のエースに成長した蔡振華を決勝で破りV2を達成、現役引退を表明した。優勝候補の1人、中国No.2の謝賽克は韓国No.2の金琦沢に1回戦で敗れた。女子シングルスでは前年のアジア競技大会、アジア卓球選手権の個人、団体で優勝している曹燕華が優勝した。各種目決勝が行われた最終日には、皇太子、皇太子妃夫妻が観戦した。
大会期間中の5月7日に行われた国際卓球連盟総会でラケットの表裏に貼るラバーの色はそれぞれ別の色にすること、サーブは台より高い高さから出すこと、相手に背中を見せるサーブは禁止とするルールが決まった。1987年の第39回世界卓球選手権の開催地がニューデリーに決定した。開催地にはソウルも立候補していたが、南北朝鮮の対立にからんで、中国などの反対によりした。台湾を中国台北卓球協会の名称で準加盟させることが認められた。また荻村伊智朗が会長代理に選出された。

## 団体戦の組み合わせ
- 男子A組 中国、チェコスロバキア、フランス、ユーゴスラビア、韓国、スウェーデン、西ドイツ、アメリカ
- 男子B組 ハンガリー、日本、イングランド、ポーランド、北朝鮮、イタリア、ソ連、デンマーク
- 女子A組 中国、北朝鮮、西ドイツ、ハンガリー、チェコスロバキア、ユーゴスラビア、フランス、オランダ
- 女子B組 韓国、ソ連、ルーマニア、スウェーデン、日本、イングランド、フィンランド、オーストリア

## 競技結果

### 団体
| 種目     | 金                                                              | 銀 | 銅 |
| -------- | --------------------------------------------------------------- | --- | --- |
| 男子団体 | 中国 · 蔡振華 · 范長茂(Fan Changmao) · 郭躍華 · 江嘉良 · 謝賽克 | スウェーデン · ミカエル・アペルグレン · ステラン・ベントソン · ウルフ・ベントソン · エリック・リンド · ヤン＝オベ・ワルドナー | ハンガリー · ガボル・ゲルゲリー · イストヴァン・ヨニエル · Zoltan Kaposztas · Zsolt Kriston · Janos Molnar |
| 女子団体 | 中国 · 曹燕華 · 童玲 · 耿麗娟 · 倪夏蓮                          | 日本 · 神田絵美子 · 新保富美子 · 田村友子 · 星野美香                                                                          | 朝鮮民主主義人民共和国 · Chang Yong-Ok · Kim Gyong-Sun · 李芬姫 · Li Song-Suk                              |

### 個人
| 種目           | 金                                          | 銀                                       | 銅                                      |
| -------------- | ------------------------------------------- | ---------------------------------------- | --------------------------------------- |
| 男子シングルス | 郭躍華                                      | 蔡振華                                   | 江嘉良                                  |
| 男子シングルス | 郭躍華                                      | 蔡振華                                   | 王会元(Wang Huiyuan)                    |
| 女子シングルス | 曹燕華                                      | 梁英子                                   | 斉宝香                                  |
| 女子シングルス | 曹燕華                                      | 梁英子                                   | 黄俊群(Huang Jungun)                    |
| 男子ダブルス   | ゾラン・カリニッチ ドラグティン・シュルベク | 江嘉良 謝賽克                            | 阿部博幸 小野誠治                       |
| 男子ダブルス   | ゾラン・カリニッチ ドラグティン・シュルベク | 江嘉良 謝賽克                            | 王会元(Wang Huiyuan) 楊玉華(Yang Yuhua) |
| 女子ダブルス   | 載麗麗(Dai Lili) 沈剣萍(Shen Jianping)      | 耿麗娟(Geng Lijuan) 黄俊群(Huang Junqun) | 曹燕華 倪夏蓮                           |
| 女子ダブルス   | 載麗麗(Dai Lili) 沈剣萍(Shen Jianping)      | 耿麗娟(Geng Lijuan) 黄俊群(Huang Junqun) | 卜啓娟(Pu Gijuan) 童玲(Tong Ling)       |
| 混合ダブルス   | 郭躍華 倪夏蓮                               | 陳新華 童玲(Tong Ling)                   | 蔡振華 曹燕華                           |
| 混合ダブルス   | 郭躍華 倪夏蓮                               | 陳新華 童玲(Tong Ling)                   | 謝賽克 黄俊群(Huang Junqun)             |

## 日本人選手の成績
開催国の日本からは前年12月に斎藤清、糠塚重造、竹之内君明、前原正浩、阿部博幸、小野誠治、内田雅則、笠原一也、坂本憲一、川村公一、永瀬浩一郎、石谷悟、林直樹、高島規郎、井上武弘、織部幸治、村上恭和、荻野博之、清水拡嗣の男子20人、神田絵美子、和田理枝、山下さとみ、小原るみ、星野美香、川東加代子、島内よし子、岩田浩子、新保富美子、山下恵子、田村友子、梅田浩子、宮木由美子、高木珠江、高木たか子、千種万里子、福田法子の女子17人が代表に選ばれた。男子団体には斎藤、糠塚、小野、高島、渡辺が選ばれた。女子団体には神田、星野、新保、田村が選ばれた。
男子団体は予選リーグをイングランド、ハンガリーとともに6勝1敗で終えたが3チーム間での勝敗率で下回り、8年ぶりに決勝トーナメント進出を逃した。
5位6位決定戦で北朝鮮を破り5位となった。女子団体で日本は1971年名古屋大会以来12年ぶりに韓国を破った。この試合では1番手で新保が梁英子を破り、2番手で神田が尹環美に敗れたが、新保、田村のカットコンビがダブルスで勝利、4番手で神田が1-1となった第3セットの19-20から23-21で逆転し、3-1で勝利した。準決勝では地元日本を上回る北朝鮮コールの中、カットマン同士の対戦となった1番手で新保がチャン・ヨンオクを破り、2番手で神田がリ・ヨンスクを破ると、神田・星野組がキム・ギョンスン、チャン・ヨンオク組に敗れたものの、4番手で神田がチャン・ヨンオクを破り、12年ぶりの決勝進出を果たした。決勝の中国戦では全く歯が立たずに0-3で敗れて2位となった。
個人戦では斎藤が1回戦で中国の刁明を3-0で、3回戦でグルッパを3-1で、4回戦でウルフ・カールソンを3-0で破ったが、準々決勝で中国のエース、蔡振華に1-3で敗れた。坂本は2回戦でアペルグレンを破ったが、3回戦で陳新華に敗れた。小野は1回戦でボージク、2回戦でフランスのランベルスを共にフルセットで破り3回戦に進出したが、范長茂に敗れた。高島は3回戦で王会元に敗れた。前原は2回戦でインドのメータに敗れた。糠塚は北米チャンピオンのボーガンに1回戦で敗れた。
女子シングルスでは新保が4回戦で中国の田静を破ったが、準々決勝で中国の黄俊群に敗れた。和田は4回戦で中国の斉宝香に敗れた。エースの神田は3回戦でチェコスロバキアのフラコワに敗れた。川東も3回戦で北朝鮮のキム・ギョンスンに敗れた。星野は1回戦でルーマニアのウルチカを破ったが、2回戦で梁英子にストレートで敗れた。
男子ダブルスの小野・阿部組は準々決勝で蔡振華、范長茂組を破り、準決勝で優勝したシュルベック、カリニッチ組に1-3で敗れたもののベスト4に入った。女子ダブルスでは準々決勝で新保・田村組が中国の童玲・卜啓娟組に、神田・星野組が曹燕華・倪夏蓮組に敗れた。
混合ダブルスでは斎藤・神田組が1回戦でウルフ・ベントソン・ベイサデス組をセットカウント2-2、3-12とリードされたところから21-16で逆転勝利した。2回戦で陳健・載麗麗組に敗れた。